# Petter Northug
Petter Northug Jr., född 6 januari 1986 i Mosvik i Nord-Trøndelag, är en norsk professionell längdskidåkare som tillhört världseliten i såväl klassisk som fri stil. Med fyra medaljer i OS och sexton i VM är han en av de främsta inom sin sport genom tiderna. Han är äldre bror till Tomas Northug som också tävlade i det norska längdlandslaget. 2023 kommer Petters yngsta bror Even Northug att ta plats i  det norska längdlandslaget.
Därmed har alla tre bröder ingått i landslaget, men Even är den enda i familjen som ännu är aktiv på någon högre nivå.
Den 12 december 2018 meddelade han att han avslutar sin karriär och lämnar norska landslaget i längdskidåkning.

## Karriär

### Världscupen
Northug vann sin första världscuptävling i Falun 8 mars 2006, då han vann dubbeljakten på 20 km. Han har vunnit totalt tio individuella lopp i världscupen och fyra stafetter. Av de tio individuella segrarna har två varit de så kallade finaltourerna i Stockholm och Falun 2010 och 2011. Han vann Tour de Ski 2015. Tre gånger, 2009, 2010 och 2011, har Northug blivit tvåa i Tour de Ski. Säsongen 2008/2009 blev Northug tvåa i den totala världscupen efter Dario Cologna. Nästa säsong, 2009/2010, vann han överlägset med 600 poäng före tvåan Lukáš Bauer. Han vann även den totala världscupen säsongen 2012/2013.

#### Världscupsegrar
| Datum            | Plats        | Land      | Disciplin                 |
| ---------------- | ------------ | --------- | ------------------------- |
| 8 mars 2006      | Falun        | Sverige   | Dubbeljakt 20 km          |
| 10 mars 2007     | Lahtis       | Finland   | Sprint F                  |
| 6 december 2008  | La Clusaz    | Frankrike | 30 km masstart F          |
| 7 mars 2009      | Lahtis       | Finland   | Sprint F                  |
| 29 november 2009 | Kuusamo      | Finland   | 15 km individuell K       |
| 19 december 2009 | Rogla        | Slovenien | Sprint K                  |
| 20 december 2009 | Rogla        | Slovenien | 30 km masstart K          |
| 13 mars 2010     | Holmenkollen | Norge     | 50 km masstart F          |
| 21 mars 2010     | Falun        | Sverige   | Världscupfinalen (tour)   |
| 20 mars 2011     | Falun        | Sverige   | Världscupfinalen (tour)   |
| 27 november 2011 | Kuusamo      | Finland   | Nordiska öppningen (tour) |
| 10 december 2011 | Davos        | Schweiz   | 30 km individuell F       |
| 17 december 2011 | Rogla        | Slovenien | 15 km masstart K          |
| 2 december 2012  | Kuusamo      | Finland   | Nordiska öppningen (tour) |
| 1 februari 2013  | Sotji        | Ryssland  | Sprint F                  |
| 10 mars 2013     | Lahtis       | Finland   | 15 km individuell K       |
| 13 mars 2013     | Drammen      | Norge     | Sprint K                  |
| 24 mars 2013     | Falun        | Sverige   | Världscupfinalen (tour)   |
| 3 februari 2016  | Drammen      | Norge     | Sprint K                  |
| Stafetter        |              |           |                           |
| 24 februari 2008 | Falun        | Sverige   | 4 x 10 km                 |
| 23 november 2008 | Gällivare    | Sverige   | 4 x 10 km                 |
| 7 december 2008  | La Clusaz    | Frankrike | 4 x 10 km                 |
| 22 november 2009 | Beitostølen  | Norge     | 4 x 10 km                 |
| 20 november 2011 | Sjusjøen     | Norge     | 4 x 10 km                 |
| 12 februari 2012 | Nove Mesto   | Tjeckien  | 4 x 10 km                 |
| 25 november 2012 | Gällivare    | Sverige   | 4 x 7,5 km                |
| 6 december 2015  | Lillehammer  | Norge     | 4 x 7,5 km                |

### Olympiska spelen
Northug har deltagit i två olympiska spel. Vid OS i Vancouver 2010 inledde han med att bli 41:a på 15 km. I det andra loppet, som var sprint, knep han bronset efter två ryssar. På dubbeljakten var Northug med i en klunga på fyra åkare som under de sista kilometrarna försökte fånga in Johan Olsson som ryckt tidigare under loppet. Men då Northug bröt staven strax innan Olsson fångades in, föll han ner till en slutlig tiondeplats. Tillsammans med Øystein Pettersen tog Northug guldmedaljen i sprintstafetten. På stafetten körde Northug den sista sträckan för det norska laget. Efter tre sträckor låg Norge sexa, hela 38 sekunder efter ledartrion bestående av Frankrike, Sverige och Tjeckien. På sista sträckan körde Northug in 22 sekunder. Efter en spurtstrid mot Frankrike och Tjeckien vann Norge silvret 16 sekunder efter Sverige. Han tog även guld på 50 km masstart i klassisk stil efter att ha spurtat ner Axel Teichmann.
Vid OS i Sotji 2014 blev Northug helt utan medaljer.

### Världsmästerskap
Petter Northug körde sitt första världsmästerskap i Sapporo 2007 och kom då på en 24 plats på 15 km i fri stil. På dubbeljakten blev han sjua. Han körde även sprintstafett med Tor Arne Hetland. De gick till final men slutade där sjua och näst sist. På stafetten körde Northug sista sträckan för det norska laget och vann.
Två år senare i Liberec blev han 29:a på 15 km i klassisk stil. På de övriga tre distanserna han körde, dubbeljakt, 50 km och stafett, tog han guld och var tillsammans med Aino-Kaisa Saarinen mästerskapets mest framgångsrika. På stafetten körde han, liksom i Sapporo, den sista sträckan.
Vid VM i Falun 2015, vann Petter sitt första individuella guld i sprintdisciplinen. Han vann också stafetten, sprintstafetten och 5-milen och åkte hem från mästerskapet med 4 guld, och har därmed guld i alla VM-discipliner.
VM i Lahti 2017 blev en besvikelse för Northug. Han hade under säsongen haft stora problem med att hitta formen till följd av överträning och tävlade väldigt sparsamt i världscupen. Som en följd fick han inte åka någon distans på VM utom sprinten och femmilen, vilka han hade friplats till i egenskap av regerande världsmästare. Northug misslyckades med att ta medaljer på de distanserna och fick för första gången i karriären lämna ett världsmästerskap utan några medaljer.

### Övrigt
Det stod länge klart att Northug skulle åka Vasaloppet 2012. Men bara fyra dagar innan startdagen meddelade han att han avstår på grund av magbesvär.

## Kontroverser
Northug har vid flera tillfällen fällt yttranden som uppmärksammats på grund av sitt innehåll. Han har många gånger fått ta emot kritik för sin taktik, då han sällan ligger först i fältet och håller uppe tempot utan istället lurpassar längre ner för att sedan rycka ifrån på upploppet. 
Northug har även kört bil onykter då han kraschade med sin Audi A7 i mycket hög fart tidigt söndag morgon 4 maj 2014 på General Bangs Veg i Trondheim. Han smet från platsen och lämnade sin kompis kvar när han åkte fast. I oktober 2014 dömdes han av Sør-Trøndelag tingrett till 50 dagars fängelse, indraget körkort i 5 år  och böter på 185 000 norska kronor.
21 december 2020 dömdes han till sju månaders fängelse och indraget körkort för fortkörning och narkotikainnehav i augusti 2020.

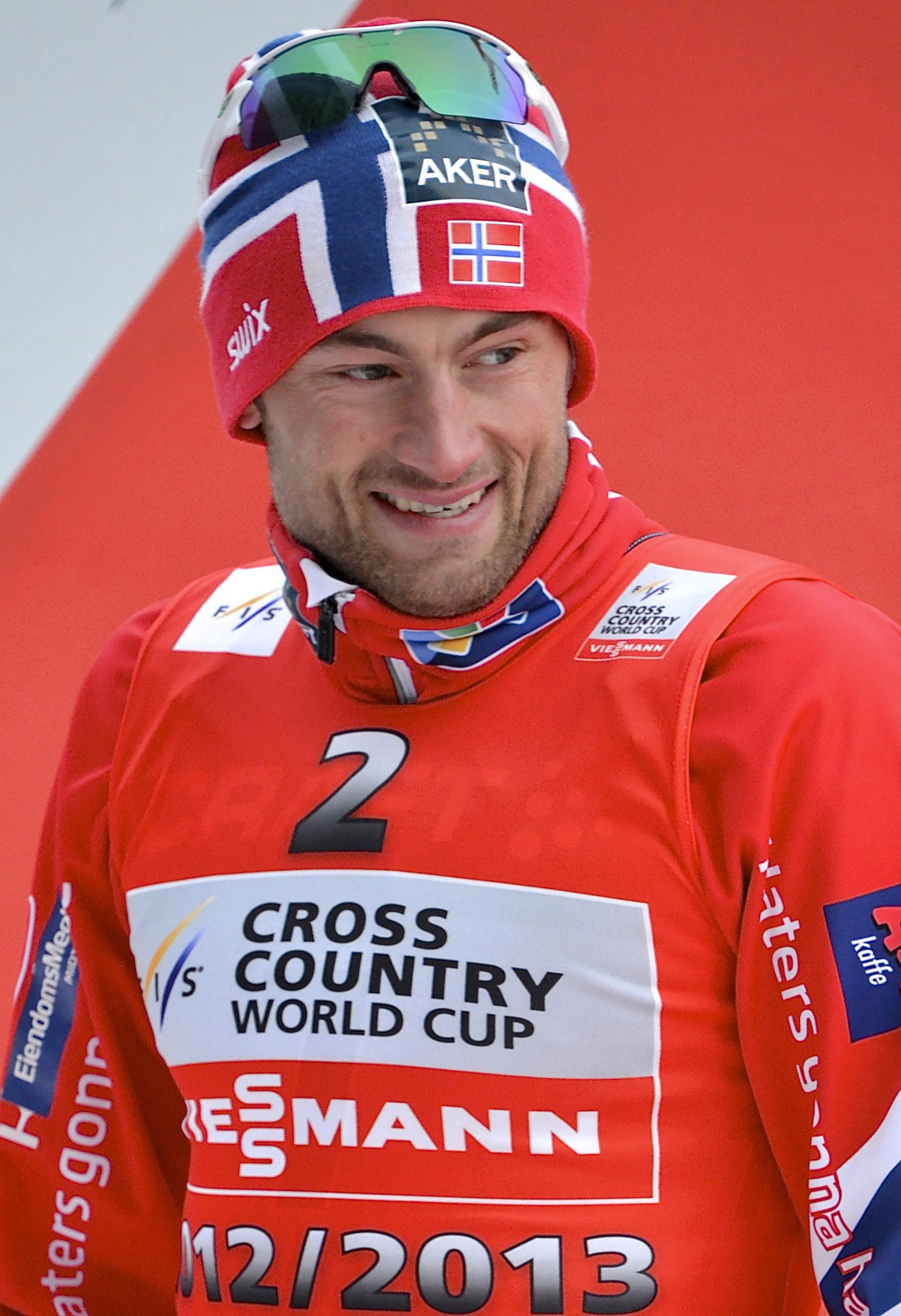
Petter Northug på Royal Palace Sprint i Stockholm 2013.
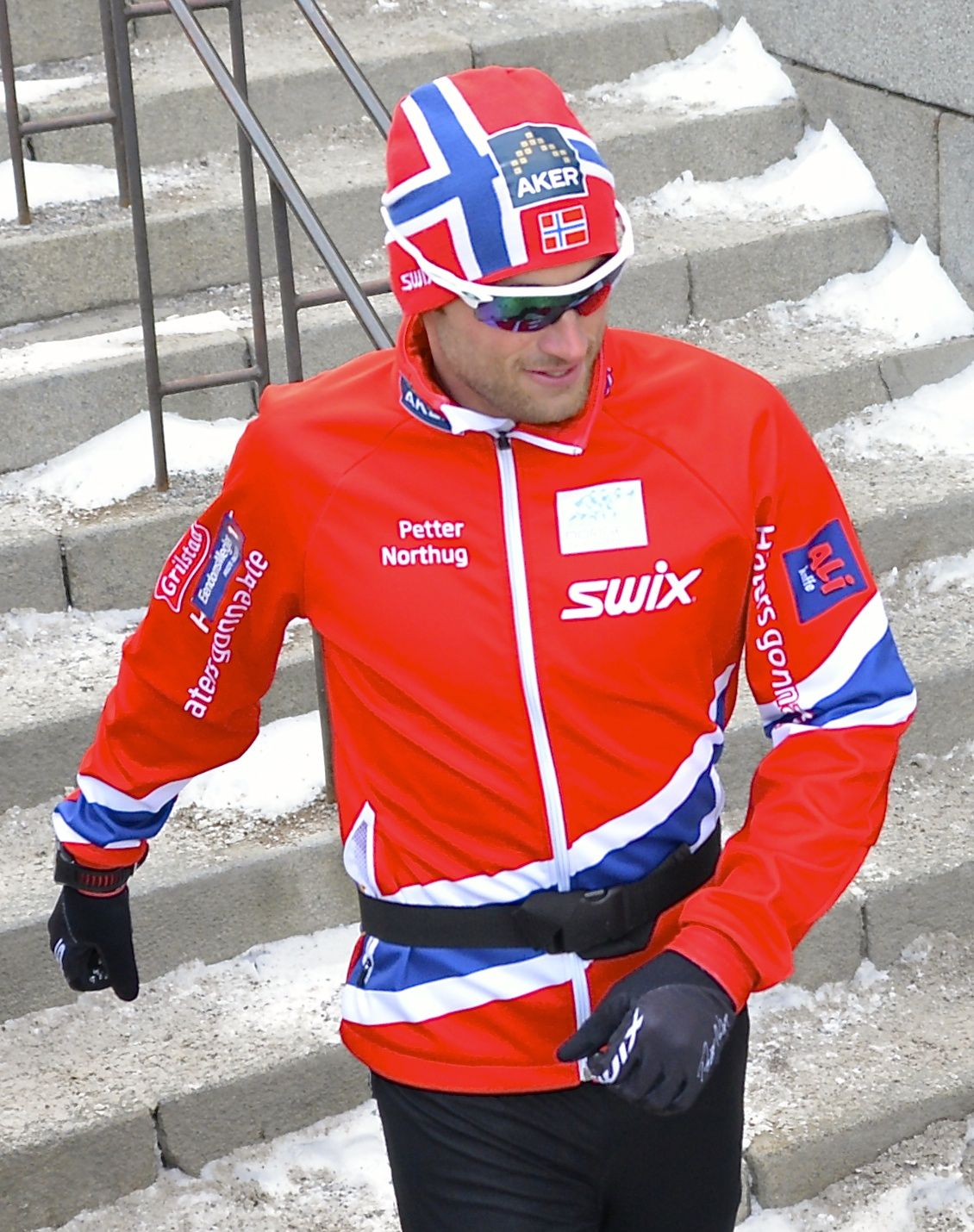
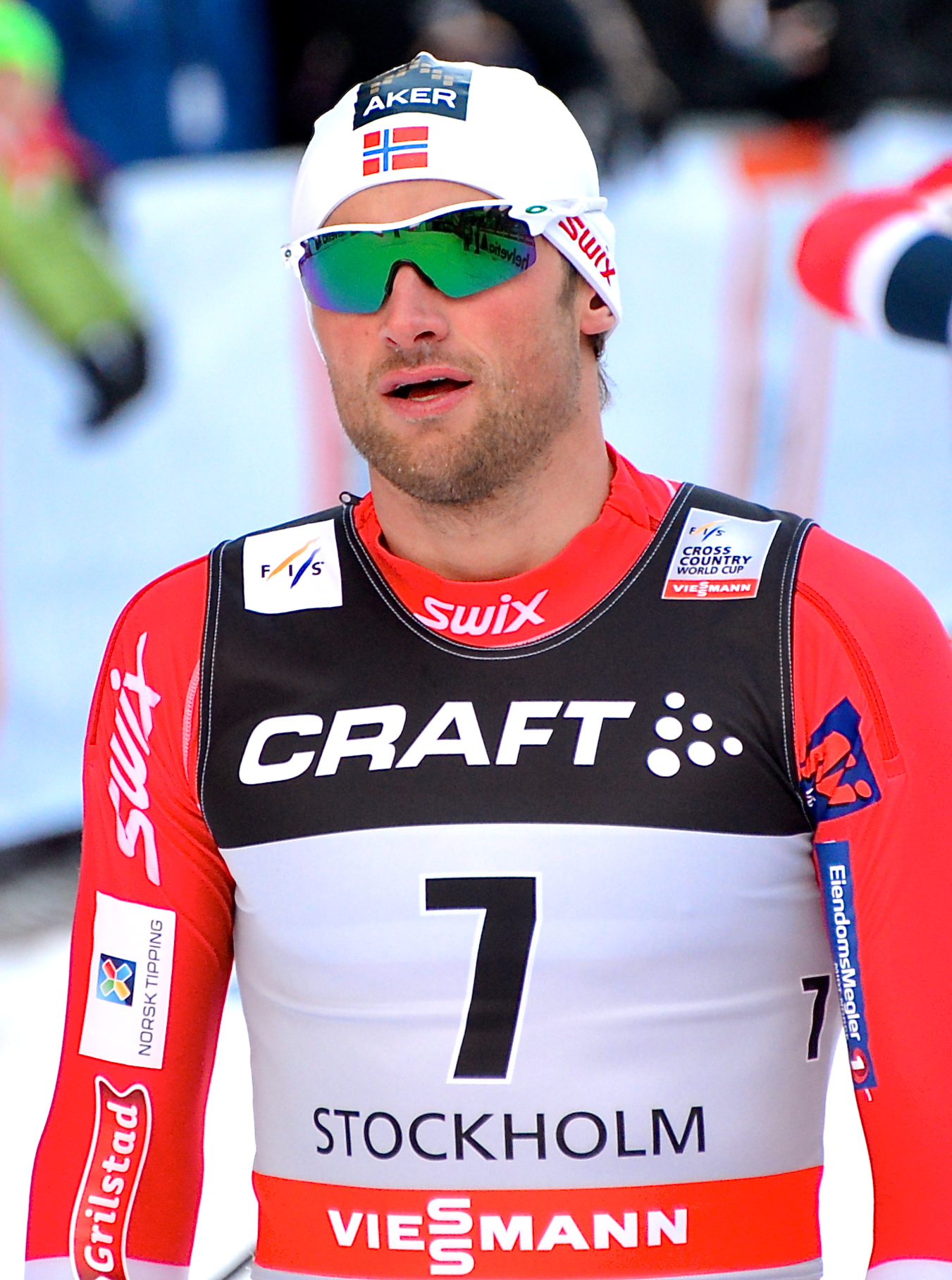